# ديفيد فرازير-هيدالغو
ديفيد فرازير-هيدالغو هو سياسي أمريكي، ولد في 25 نوفمبر 1969 في كيتو في الإكوادور. نشط حزبياً في الحزب الديمقراطي. وقد انتخب عضو مجلس النواب لولاية ماريلند ‏.